# Вільшанська сільська рада (Житомирський район)
Вільшанська сільська рада — орган місцевого самоврядування Вільшанської сільської територіальної громади Житомирського району Житомирської області з розміщенням у с. Вільшанка.

## Склад ради

### VIII скликання
Рада складається з 22 депутатів та голови.
25 жовтня 2020 року, на чергових місцевих виборах, було обрано 22 депутати ради, з них (за суб'єктами висування): самовисування — 9, «Наш край» — 7, Радикальна партія Олега Ляшка — 4 та «Слуга народу» — 2.
Головою громади обрали члена та висуванця політичної партії «Наш край» Сергія Мельника, чинного Вільшанського сільського голову.

### Перший склад ради громади (2018р.)
Перші вибори депутатів ради громади та сільського голови відбулись 23 грудня 2018 року. Було обрано 22 депутати, з них: 18 — представники Всеукраїнського об'єднання «Батьківщина», 3 — самовисуванці та 1 — депутат від Радикальної партії Олега Ляшка.
Головою громади обрали члена ВО «Батьківщина» Сергія Мельника, тодішнього Карповецького сільського голову.

### Керівний склад сільської ради
| ПІБ                        | Основні відомості                                                          | Суб'єкт висування | Дата обрання | Дата звільнення |
| -------------------------- | -------------------------------------------------------------------------- | ----------------- | ------------ | --------------- |
| Добринюк Володимир Якович  | Сільський голова, 1954 року народження, освіта, безпартійний               |                   | 26.03.2006   | 31.10.2010      |
| Добринюк Володимир Якович  | Сільський голова, 1954 року народження, освіта, безпартійний               |                   | 31.10.2010   | 25.10.2015      |
| Мельник Сергій Аркадійович | Сільський голова, 1966 року народження, освіта вища, член ВО «Батьківщина» | ВО «Батьківщина»  | 23.12.2018   | 25.10.2020      |
| Мельник Сергій Аркадійович | Сільський голова, 1966 року народження, освіта вища, член ПП «Наш край»    | ПП «Наш край»     | 25.10.2020   |                 |

Примітка: таблиця складена за даними джерела

## Історія
Створена 1923 року в складі сіл Вільшанка, Подолянці, хуторів Подолянці, Стукалка Чуднівської волості Полонського повіту Волинської губернії. Після 1923 року х. Стукалка не числиться на обліку. 23 листопада 1925 року, відповідно до рішення Бердичівської ОАТК № 8, сільську раду затверджено як чеську національну. 2 січня 1926 року, відповідно до рішення Бердичівської ОАТК № 1/4 «Про відкриття нових сільрад», с. Подолянці та х. Подолянці відійшли до складу новоствореної Подолянецької сільської ради Чуднівського району. Станом на 1 жовтня 1941 року на обліку перебувала залізнична станція Чуднів-Волинський.
Станом на 1 вересня 1946 року сільська рада входила до складу Чуднівського району Житомирської області, на обліку в раді перебувало с. Вільшанка.
11 серпня 1954 року, внаслідок виконання указу Президії Верховної ради УРСР «Про укрупнення сільських рад по Житомирській області», до складу ради приєднано села Короченки та Старий Чуднів ліквідованих Короченської та Старочуднівської сільських рад Чуднівського району. 5 березня 1959 року, відповідно до рішення Житомирського облвиконкому № 161 «Про ліквідацію та зміну адміністративно-територіального поділу окремих сільських рад області», с. Старий Чуднів передане до складу Чуднівської селищної ради. 11 січня 1960 року, відповідно до рішення Житомирського ОВК № 2 «Про зміни в адміністративно-територіальному поділі сільських рад в районах області», с. Короченки відійшло до складу Тютюнниківської сільської ради Чуднівського району.
Станом на 1 січня 1972 року сільська рада входила до складу Чуднівського району Житомирської області, на обліку в раді перебувало с. Вільшанка.
До 2018 року — адміністративно-територіальна одиниця в Чуднівському районі Житомирської області, площею 10,048 км², з підпорядкуванням села Вільшанка.
Входила до складу Чуднівського (7.03.1923 р., 8.12.1966 р.) та Бердичівського (30.12.1962 р.) районів.

### Населення
Кількість населення ради, станом на 1923 рік, становила 2 044 особи, кількість дворів — 371.
Відповідно до перепису населення СРСР, на 17 грудня 1926 року чисельність населення ради становила 961 особу, з них за статтю: чоловіків — 464, жінок — 497; за етнічним складом: українців — 119, росіян — 36, євреїв — 38, поляків — 8, чехів — 704, інші — 56. Кількість домогосподарств — 219, з них, несільського типу — 71.
Відповідно до результатів перепису населення СРСР, кількість населення ради, станом на 12 січня 1989 року, становила 1 945 осіб.
Станом на 5 грудня 2001 року, відповідно до перепису населення України, кількість мешканців сільської ради становила 2 007 осіб.